# Antonio Rigopoulos
Antonio Rigopoulos (Venezia, 4 settembre 1962) è un indologo e traduttore italiano.

## Biografia
Dopo la maturità scientifica al liceo G. B. Benedetti di Venezia si laurea nel 1987 in Storia (con indirizzo storico-religioso) presso l'Università Ca’ Foscari, con una tesi discussa con Franco Michelini Tocci e Mario Piantelli. Nello stesso anno vince una borsa di studio presso l'Università della California, Santa Barbara (UCSB), Dipartimento di Religious Studies, ove tra il 1988 e il 1990 è Teacher Assistant. Presso la UCSB consegue il Master of Arts (nel 1989) e il PhD (nel 1994) sotto la guida di Gerald James Larson, Ninian Smart e Barbara Holdrege. Durante il soggiorno californiano entra in contatto con Raimon Panikkar. Nel 1995 vince una borsa di studio post-dottorale di durata biennale presso il Dipartimento di Studi sull'Asia Orientale, Università Ca' Foscari, e studia sotto la guida di Giuliano Boccali e Gian Giuseppe Filippi. Dal 1999 al 2002 è ricercatore di Religioni e filosofie dell'India presso il Dipartimento di Studi sull'Asia Orientale, Università Ca' Foscari. Dal 2002 al 2015 è professore associato di Indologia presso lo stesso Dipartimento (dal 2011 rinominato Dipartimento di Studi sull'Asia e sull'Africa Mediterranea). Dal maggio 2015 è professore ordinario di Indologia presso il Dipartimento di Studi sull'Asia e sull'Africa Mediterranea, Università Ca' Foscari, dove insegna Lingua e letteratura sanscrita, Lingua pali, Lingua e letteratura marathi e Il sistema della caste tra passato e presente.
Dal 2013 è direttore scientifico della rivista Annali di Ca' Foscari - Serie orientale.
Dal 2015 è membro del consiglio direttivo dell'Associazione italiana di studi sanscriti.
Dal 2016 al 2020 è stato presidente del corso di laurea magistrale interateneo di Scienze delle Religioni (con l'Università di Padova).
Dal 2019 è membro onorario della Società indologica "Luigi Pio Tessitori".
Dal 2020 è coordinatore del comitato editoriale di Edizioni Ca' Foscari - Venice University Press.

## Opere principali
- “Animals in the Shri Sai Satcharita”. In C. Pieruccini - M. Franceschini - G. Pellegrini - A. Rigopoulos (eds.), For a Multivocal History of the Attitudes Towards Animals in South Asia: Concepts, Ethics, Practices, Symbolism. Kervan. International Journal of Afro-Asiatic Studies, vol. 29, 2 (2025): 257-287.
- "Oṁ śāntiḥ śāntiḥ śāntiḥ. L'anelito alla pace nell'induismo". In M. Dal Corso (a cura di), Religioni e pace. Roma, Themis, 2025, pp. 31-69.
- Behind Kṛṣṇa's Smile: The Lord's Hint of Laughter in the Bhagavadgītā and Beyond. Albany, State University of New York Press, 2024 (with G. Pellegrini).
- "S. Kuppuswami Sastri and the Exegetical Principles of eka-vākyatā and samanvaya: Their Influence on S.R. Ranganathan’s Epistemology." In F. Freschi - A. Cuna (eds.), The Universe of Knowledge. Celebrating Shiyali Ramamrita Ranganathan (1892-1972). Udine, Forum, 2024, pp. 75-107.
- "Potere meraviglioso e illusione cosmica: concezioni della māyā nell'induismo". In M. Dal Corso (a cura di), Religioni e immaginazione. Roma, Antonianum, 2024, pp. 91-114.
- “Dattātreya.” In Oxford Bibliographies in Hinduism. Editor in Chief T.Coleman. New York, Oxford University Press, 2024, pp. 1-14.
- "Declinazioni della compassione nella Bhagavad-gītā: da vile debolezza del cuore a virtù suprema". In M. Dal Corso (a cura di), Religioni e compassione. Villa Verucchio (RN), Pazzini, 2023, pp. 71-97.
- "Hagiographic Connections between Shirdi Sai Baba and Sathya Sai Baba: Venkusha, Venkavadhuta, and the Integrative Icon of Dattatreya." In S. Srinivas - N. Jeychandran - A. F. Roberts (eds.), Devotional Spaces of a Global Saint: Shirdi Sai Baba's Presence. London and New York, Routledge, 2022, pp. 49-68.
- ·“Sathya Sai Baba.” In Oxford Bibliographies in Hinduism. Editor in Chief T.Coleman. New York, Oxford University Press, 2022, pp. 1-19.
- “Mānasa bhajare: A Commentary on Sathya Sai Baba’s First Public Discourse.” In G. Bulian - S. Rivadossi (eds.), Itineraries of an Anthropologist. Studies in Honour of Massimo Raveri. Venezia, Edizioni Ca’ Foscari, 2021, pp. 199-235.
- The Hagiographer and the Avatar: The Life and Works of Narayan Kasturi. Albany, State University of New York Press, 2021.
- Oral Testimonies on Sai Baba. As Gathered During a Field Research in Shirdi and Other Locales in October-November 1985. Venezia, Edizioni Ca' Foscari, 2020 (https://edizionicafoscari.unive.it/it/edizioni4/libri/978-88-6969-447-9/)
- "Il samādhi dello Yoga classico e la sua svalutazione nell'Advaita Vedānta di Śaṅkara". In F. Freschi - F. Fabbro (a cura di), Yoga e Advaita. Antiche tradizioni indiane. Roma, Carocci, 2019, pp. 32-61.
- "Tolerance in Swami Vivekānanda's Neo-Hinduism". In Philosophy & Social Criticism, vol. 45, 4 (2019): 438-60.
- "Il corpo umano è un termitaio nelle cui profondità si annida un cobra. Note sul Vammīka Sutta". In F. Berto - L. Candiotto (a cura di), E' tutto vero. Saggi e testimonianze in onore di Luigi Vero Tarca. Milano - Udine, Mimesis, 2018, pp. 231-52.
- "Transcending the Body, Exhibiting the Body: Notes on the Ideology and Practice of Hindu Asceticism". In C. Cremonesi - F. Fava - P. Scarpi (a cura di), Il corpo in scena: tecniche, rappresentazioni, performance. Padova, Libreria Universitaria, 2018, pp. 81-101.
- "Asceti e termitai. A proposito di Buddhacarita 7, 15". In A. Crisanti - C. Pieruccini - C. Policardi - P. M. Rossi (a cura di), Anantaratnaprabhava. Studi in onore di Giuliano Boccali. Milano, Ledizioni, 2017, vol. 1, pp. 195-215.
- "Silenzio, gesto, parola: i linguaggi dell'Assoluto del Sai Baba di Shirdi". In M. Raveri - L. V. Tarca (a cura di),  I linguaggi dell'Assoluto. Milano - Udine, Mimesis, 2017, pp. 255-85.
- "A Modern kalpavṛkṣa: Satya Sāī Bābā and the Wish-Fulfilling Tree". In F. M. Ferrari - T. Dähnhardt (eds.), Roots of Wisdom, Branches of Devotion: Plant Life in South Asian Traditions. Sheffield, Equinox, 2016, pp. 3-28.
- "The Construction of a Cultic Center Through Narrative: The Founding Myth of the Village of Puttaparthi and Sathya Sāī Bābā", in History of Religions, vol. 54, 2 (2014): 117-150.
- The Mahānubhāvs. London - New York - Delhi, Anthem Press, 2011.
- Introduzione ai testi tradotti. In Hinduismo antico, vol.1 (a cura di Francesco Sferra). Milano, Mondadori, 2010.
- Guru. Il fondamento della civiltà dell'India. Con la prima traduzione italiana del 'Canto sul Maestro'. Roma, Carocci, 2009.
- Hinduismo. Brescia, Queriniana, 2005.
- (ed.) Guru. The Spiritual Master in Eastern and Western Traditions: Authority and Charisma. Venezia, Venetian Academy of Indian Studies, 2004.
- (a cura di) Dattalaharī. L'onda di Datta. Venezia, Cafoscarina, 1999.
- Dattātreya: The Immortal Guru, Yogin, and Avatāra. A Study of the Transformative and Inclusive Character of a Multi-Faceted Hindu Deity. Albany, State University of New York Press, 1998.
- The Life and Teachings of Sai Baba of Shirdi. Albany, State University of New York Press, 1993.

| Controllo di autorità | VIAF (EN) 33644297 · ISNI (EN) 0000 0000 8218 3103 · SBN PUVV173522 · LCCN (EN) n91113753 · GND (DE) 139535063 · BNF (FR) cb16531541p (data) · J9U (EN, HE) 987007452392405171 |